# Kristy Pigeon
Pour les articles homonymes, voir Pigeon (homonymie).
Kristy Pigeon, née le 15 août 1950, est une joueuse de tennis américaine.
En 1970, elle et huit autres joueuses, les Original 9, ont participé à la création du premier circuit professionnel de tennis féminin autonome qui deviendra le WTA Tour.
En 1968, elle a remporté le tournoi de Wimbledon junior en battant en finale l'Australienne Lesley Hunt.

## Palmarès (partiel)

### Finales en simple dames
| No | Date       | Nom et lieu du tournoi                          | Catégorie | Dotation | Surface      | Vainqueure     | Score         |          |
| -- | ---------- | ----------------------------------------------- | --------- | -------- | ------------ | -------------- | ------------- | -------- |
| 1  | 29-07-1968 | Eastern Grass Court Championships, South Orange |           | NC       | Gazon (ext.) | Mary-Ann Eisel | 3-6, 6-1, 6-2 | Parcours |
| 2  | 28-07-1969 | Eastern Grass Court Championships, Orange       |           | 3 150 $  | Gazon (ext.) | Patti Hogan    | 3-6, 6-3, 6-4 | Parcours |
| 3  | 07-06-1971 | Kent Championships, Beckenham                   |           | NC       | Gazon (ext.) | Kerry Melville | 6-0, 3-6, 9-7 | Parcours |

### Titre en double dames
| No | Date       | Nom et lieu du tournoi               | Catégorie | Surface    | Partenaire  | Finalistes                     | Score    |          |
| -- | ---------- | ------------------------------------ | --------- | ---------- | ----------- | ------------------------------ | -------- | -------- |
| 1  | 28-09-1970 | Pacific Coast Championships Berkeley |           | Dur (ext.) | Lesley Hunt | Judy Tegart-Dalton Patti Hogan | 6-2, 6-3 | Parcours |

## Parcours en Grand Chelem (partiel)

### En simple dames
| Année | Championnat d'Australie Open d'Australie | Championnat d'Australie Open d'Australie | Internationaux de France | Internationaux de France | Wimbledon       | Wimbledon        | US National US Open | US National US Open |
| ----- | ---------------------------------------- | ---------------------------------------- | ------------------------ | ------------------------ | --------------- | ---------------- | ------------------- | ------------------- |
| 1967  | -                                        | -                                        | -                        | -                        | -               | -                | 3e tour (1/16)      | Carole Caldwell     |
| 1968  | -                                        | -                                        | -                        | -                        | 4e tour (1/8)   | Nancy Richey     | 2e tour (1/16)      | Maryna Godwin       |
| 1969  | -                                        | -                                        | 1er tour (1/32)          | Ann Haydon-Jones         | 4e tour (1/8)   | Billie Jean King | 1er tour (1/32)     | Gail Sherriff       |
| 1970  | -                                        | -                                        | -                        | -                        | 1er tour (1/64) | P. Bartkowicz    | 2e tour (1/16)      | Judy Tegart         |
| 1971  | -                                        | -                                        | 1er tour (1/32)          | Ingrid Löfdahl           | 1er tour (1/64) | Julie Heldman    | 1er tour (1/32)     | Janet Newberry      |
| 1972  | -                                        | -                                        | -                        | -                        | 1er tour (1/64) | Wendy Gilchrist  | 2e tour (1/16)      | Françoise Dürr      |
| 1973  | -                                        | -                                        | -                        | -                        | 1er tour (1/64) | Patricia Bostrom | -                   | -                   |

À droite du résultat, l’ultime adversaire.

### En double dames
| Année | Championnat d'Australie Open d'Australie | Championnat d'Australie Open d'Australie | Internationaux de France     | Internationaux de France   | Wimbledon                    | Wimbledon                 | US National US Open           | US National US Open       |
| ----- | ---------------------------------------- | ---------------------------------------- | ---------------------------- | -------------------------- | ---------------------------- | ------------------------- | ----------------------------- | ------------------------- |
| 1966  | -                                        | -                                        | -                            | -                          | -                            | -                         | 2e tour (1/16) Pixie Lamm     | Maria Bueno Nancy Richey  |
| 1967  | -                                        | -                                        | -                            | -                          | -                            | -                         | 3e tour (1/8) C. Martinez     | Lynn Abbes V. Ziegenfuss  |
| 1968  | -                                        | -                                        | -                            | -                          | 3e tour (1/8) C. Martinez    | Rosie Casals B. J. King   | 1/4 de finale C. Martinez     | Rosie Casals B. J. King   |
| 1969  | -                                        | -                                        | 3e tour (1/8) Linda Tuero    | Gail Sherriff Rosie Darmon | 2e tour (1/16) Denise Carter | F. Dürr Ann Haydon        | 1er tour (1/16) Denise Carter | Patti Hogan Peggy Michel  |
| 1970  | -                                        | -                                        | 2e tour (1/16) Denise Carter | A. Palmeova V. Kodesova    | 2e tour (1/16) K. Harter     | K. Krantzcke K. Melville  | 1er tour (1/16) Lesley Hunt   | Helen Gourlay Pat Walkden |
| 1971  | -                                        | -                                        | -                            | -                          | 3e tour (1/8) Denise Carter  | Patti Hogan Joyce Barclay | 1/4 de finale Lesley Hunt     | M. Eisel V. Ziegenfuss    |
| 1972  | -                                        | -                                        | -                            | -                          | 3e tour (1/8) Denise Carter  | B. J. King Betty Stöve    | -                             | -                         |
| 1974  | -                                        | -                                        | -                            | -                          | -                            | -                         | 1er tour (1/16) Barbara Downs | V. Ruzici M. Simionescu   |

Sous le résultat, la partenaire ; à droite, l’ultime équipe adverse.

### En double mixte
| Année | Championnat d'Australie Open d'Australie | Championnat d'Australie Open d'Australie | Internationaux de France   | Internationaux de France | Wimbledon                    | Wimbledon                 | US National US Open          | US National US Open        |
| ----- | ---------------------------------------- | ---------------------------------------- | -------------------------- | ------------------------ | ---------------------------- | ------------------------- | ---------------------------- | -------------------------- |
| 1967  | -                                        | -                                        | -                          | -                        | -                            | -                         | 1/2 finale Terry Addison     | B. J. King Owen Davidson   |
| 1968  | -                                        | -                                        | -                          | -                        | 2e tour (1/32) Lenny Schloss | Ann Haydon Fred Stolle    | 1er tour (1/8) Paul Hutchins | Tory Ann Gerry Perry       |
| 1969  | -                                        | -                                        | -                          | -                        | 3e tour (1/16) Brian Fairlie | Judy Tegart Tony Roche    | -                            | -                          |
| 1970  | n/a                                      | n/a                                      | -                          | -                        | 2e tour (1/32) Mel Baleson   | E. Goolagong Fred Stolle  | 3e tour (1/8) Brian Fairlie  | Rosie Casals Owen Davidson |
| 1971  | n/a                                      | n/a                                      | 2e tour (1/16) B. Seewagen | F. Guedy Grozdanovitch   | 3e tour (1/16) B. Seewagen   | Helen Gourlay Hank Irvine | -                            | -                          |
| 1972  | n/a                                      | n/a                                      | -                          | -                        | 4e tour (1/8) B. Seewagen    | E. Goolagong Kim Warwick  | -                            | -                          |
| 1974  | n/a                                      | n/a                                      | -                          | -                        | -                            | -                         | 1er tour (1/16) Thomaz Koch  | Virginia Wade A. Metreveli |

Sous le résultat, le partenaire ; à droite, l’ultime équipe adverse.